# Д-30КУ
Д-30КУ, Д-30КУ-154, Д-30КП — двухконтурный турбореактивный двигатель, в различных модификациях устанавливается на пассажирские самолёты Ту-154М (Д-30КУ-154), Ил-62М (Д-30КУ) и транспортный Ил-76 (Д-30КП). Модификации отличаются прежде всего регулировкой (Д-30КУ задросселирован относительно Д-30КП), также на Д-30КП реверсивное устройство повёрнуто на 90° относительно установки на других двигателях серии. Разработан в ОАО «Авиадвигатель». Производится в НПО «Сатурн». С Д-30Ф6 самолёта МиГ-31 общего практически не имеет, а по сравнению с базовыми двигателями Д-30 самолётов Ту-134 эти двигатели сильно модернизированы и более приспособлены под Ил-62, Ил-76 и Ту-154
Программа модернизации двигателей Д-30КУ-154 обусловлена повышающимися экономическими и экологическими требованиями к пассажирским самолётам, в особенности на международных авиалиниях. Продолжаются работы над созданием четвёртой серии этого двигателя, что, по оценке специалистов, позволит ему оставаться конкурентоспособным до 2020 года.

## История
В 1971 году Д-30КУ успешно прошёл государственные испытания.
В 1974 году двигатель Д-30КП поступил в эксплуатацию для оснащения Ил-76 и его модификаций.
К 2020 году изготовлено 4700 двигателей Д-30КП и Д-30КП-2.
В 2020 году был увеличен ресурс двигателя Д-30КП-2. Назначенный ресурс составлял 6500 часов / 3375 циклов и был увеличен до 9500 часов / 4875 циклов.

## Конструкция

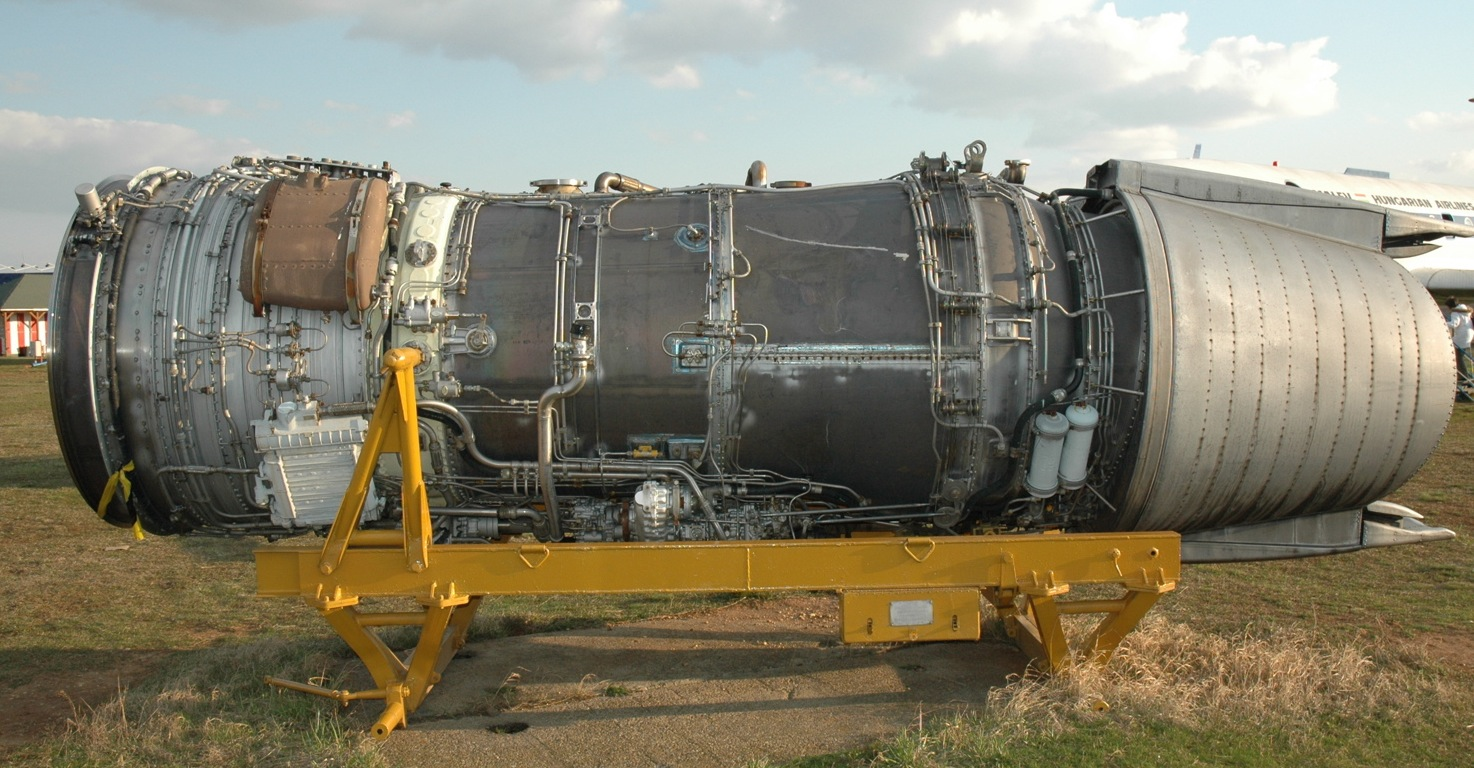
Д-30КП в Будапеште

Двигатель — двухвальный, с 3-ступенчатым компрессором и 4-ступенчатой турбиной низкого давления, 11-ступенчатым компрессором и 2-ступенчатой турбиной высокого давления. За 5-й и 6-й ступенями КВД установлены антипомпажные клапаны перепуска, открываемые при помощи 6 топливных гидроцилиндров при запуске двигателя и закрываемые пружинами при оборотах КВД выше 79%.
Перед неподвижным направляющим аппаратом первой ступени КВД установлен регулируемый входной направляющий аппарат (ВНА), в силу расположения перед неподвижным НА мало влияющий на угол натекания потока на лопатки ротора и предназначенный для ограничения расхода воздуха через компрессор на малых режимах для предотвращения помпажа. При запуске и на малых режимах двигателя ВНА закрыт на предельный угол 33°, при оборотах КВД 74,5% начинает открываться по гидросигналу от датчика приведённых оборотов ДПО-30К и при оборотах в 92,5% открывается полностью.

## Технические характеристики

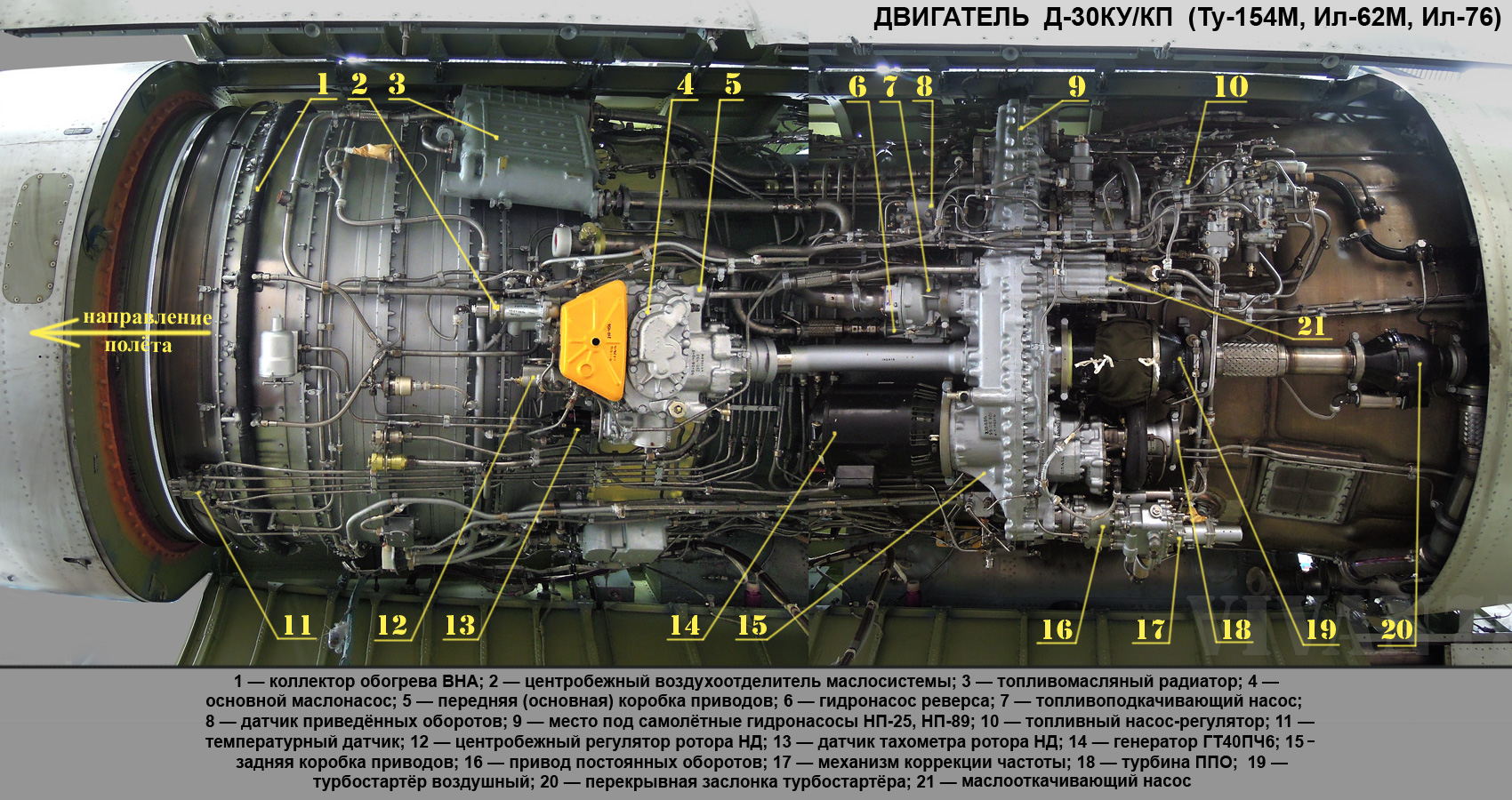

## Сравнение современных турбореактивных двигателей производства России
|                                                           | ПС-90А3      | ПД-14         | ПД-14М          | Д-30КП-2 |
| --------------------------------------------------------- | ------------ | ------------- | --------------- | -------- |
| Диаметр вентилятора, мм                                   | 1900         | 1900          | 1900            | 1455     |
| Сухая/постановочная масса двигателя, кг                   | 3000/4230    | 2870/н/д      | 2970            | 2640     |
| Тяга на взлётном/чрезвычайном режиме (H=0, M=0), тс       | 16/17,5      | 14            | 15.6            | 12       |
| Взлётная тяга кН                                          | 156          | 137           | 153             |          |
| Удельный расход топлива в крейсерском режиме кг/кгс в час | 0,6          | 0,526         | ~0.535          | 0,64-0,7 |
| Степень двухконтурности                                   | 4,5          | 8,5           | 7,2             | 2,36     |
| Степень повышения давления в компрессоре                  | 33,5         | 41            | 46              |          |
| Ресурс, часов/циклов                                      | 11 000/2 601 | 20 000/40 000 | 20 000/40 000   |          |
| Применение                                                | Ил-76/Ту-204 | МС-21-310     | Ил-76 МС-21-400 | Ил-76    |